# Charles de Martigny
Charles de Martigny (París, segle xv - Caen?, 8 de juliol del 1512) va ser un sacerdot francès, bisbe d'Elna i de Castres.

## Biografia
Era fill de Charles, senyor de Martigny, tresorer general de finances de França i nebot d'Agnès Sorel (cèlebre amant de Carles VII de França). Prengué la carrera eclesiàstica i va ser jutge d'apel·lació a la senescalia de Tolosa. Durant una etapa d'ocupació francesa del Rosselló va ser designat bisbe d'Elna el 24 d'octubre del 1475, i romangué en el càrrec fins poc després que els Comtats fossin restituïts a la Corona d'Aragó; el 29 de gener del 1494 va ser nomenat bisbe de Castres, encara que seguí en funcions al Rosselló fins ben bé el març de l'any següent. En el seu període de govern de la diòcesi rossellonenca nomenà i beneí els abats de Santa Maria d'Arles (1486) i de Sant Quirze de Colera (Alt Empordà) (1489), i pledejà infructuosament amb l'abat de Santa Maria de la Grassa (Occitània) pel patronatge de vuit esglésies de la diòcesi (les d'Estagell, les Fonts (Calce), Sant Sadurní de Pesillà de la Ribera, Sant Pere de Prada, Sant Esteve de Sant Esteve del Monestir, Sant Martí de Cornellà de la Ribera, Sant Quirc i Santa Julita de Cànoes i Sant Andreu de Ribesaltes) que estaven sota l'autoritat de la Grassa. Quan passà a la seu episcopal de Castres el 1485, hi succeí un absent Cèsar Borja (administrador apostòlic), i continuà en el post fins al 1509, qual el succeí Jean de Martigny.
En paral·lel a la seva tasca episcopal, Charles de Martigny, que hauria format part del consell reial, va ser enviat per Lluís XI tres vegades com a representant diplomàtic a Anglaterra. Amb el títol d'ambaixador permanent a Anglaterra des del 1477, el 13 de juliol del 1478 rebé plens poders del rei per a signar un tractat amb els anglesos, cosa que feu el febrer del 1479. A l'any següent, però, la conjuntura política havia canviat, i el rei acusà Martigny de traïció per la signatura d'aquest tractat de treva, tot portant el bisbe a judici davant el Parlament. Martigny admeté que havia estat sotmès a grans pressions durant la seva estada anglesa, i que havia signat l'acord excedint-se en les seves funcions, cosa que donà una excusa al rei per a repudiar el tractat (que versemblantment era el propòsit d'orquestrar el judici per traïció). Això no sembla que, de cap manera, fes Charles de Martigny perdre el favor reial, perquè no tan sols retingué el bisbat d'Elna sinó que, a més, posteriorment fou suplementàriament nomenat abat comendatari de l'abadia de Sant Esteve de Caen, càrrec que exercí des del 1485 fins al 1506. Atès que el seu nomenament per al càrrec havia estat una imposició del rei Carles VIII, la comunitat monàstica exigí que s'acabés restablint l'autonomia de l'abadia en l'elecció dels càrrecs, i Charles de Martigny s'avingué a què un nebot seu, Pierre de Martigny, s'ordenés monjo perquè, amb el temps, quan tingués prou edat i observant les convencions, fos elegit per la comunitat per a substituir l'oncle en el govern de l'abadia, cosa que feu el 1509. Martigny havia estat també al mateix temps ambaixador dels reis Carles VIII i Lluís XII a la cort de Nàpols.
Després de mort, va ser inhumat a la capella de la Mare de Déu de Sant Esteve de Caen, en un sepulcre en marbre que li dedicà el seu nebot i successor Pierre de Martigny. La tomba va ser destruïda el 1562, durant les guerres de religió a França. Charles de Martigny havia estat retratat per Jean Bourdichon pels voltants del 1490 en un díptic que es conserva al museu Calouste Gulbenkian de Lisboa.